# Byttneria obliqua
Byttneria obliqua är en malvaväxtart som beskrevs av George Bentham. Byttneria obliqua ingår i släktet Byttneria och familjen malvaväxter. Inga underarter finns listade i Catalogue of Life.